# Rhyticarpus difformis
Rhyticarpus difformis là một loài thực vật có hoa trong họ Hoa tán. Loài này được Benth. & Hook. f. miêu tả khoa học đầu tiên.